# Tabanus novaescotiae
Tabanus novaescotiae är en tvåvingeart som beskrevs av Macquart 1847. Tabanus novaescotiae ingår i släktet Tabanus och familjen bromsar. Inga underarter finns listade i Catalogue of Life.